# Milão-Sanremo
Milão-Sanremo ou Milão-San Remo, conhecida como La Classica di Primavera ("a Clássica da Primavera") ou La Classicissima, é uma corrida anual de ciclismo de estrada entre as cidades de Milão e Sanremo. Esta é a mais longa corrida de um dia do ciclismo profissional percorrendo uma distância de 298 km. Sua primeira edição aconteceu em 1907 e foi vencida por Lucien Petit-Breton. Hoje ela faz parte das chamadas clássicas monumentais do ciclismo europeu juntamente com Ronde van Vlaanderen, Paris-Roubaix, Liège-Bastogne-Liège e Giro di Lombardia.
A Milão-Sanremo é frequentemente chamada de clássica dos sprinters, enquanto o Giro di Lombardia, sua corrida irmã na Itália que acontece no outono é chamada de clássica dos escaladores.
O ciclista com maior sucesso nesta prova foi Eddy Merckx que obteve a vitória em 7 edições. Este permanece sendo o recorde de vitórias em uma única prova clásica. Em tempos mais recentes, o ciclista alemão Erik Zabel foi o que obteve mais sucesso com quatro vitórias em cinco participações.

## História

### Os primeiros anos
A primeira edição da Milão-Sanremo foi organizada pelo fundador e então diretor da Gazzetta dello Sport Eugenio Costamagna e por seu editor de ciclismo Armando Cougnet e teve início em 14 de abril de 1907. Nesta primeira prova estavam inscritos 62 ciclistas, no entanto, devido às condições climáticas, somente 33 deles se apresentaram na largada e o vencedor foi Lucien Georges Mazan (mais conhecido como Lucien Petit-Breton) que levou onze horas, quatro minutos e quinze segundos para cobrir a distância de 288 km.

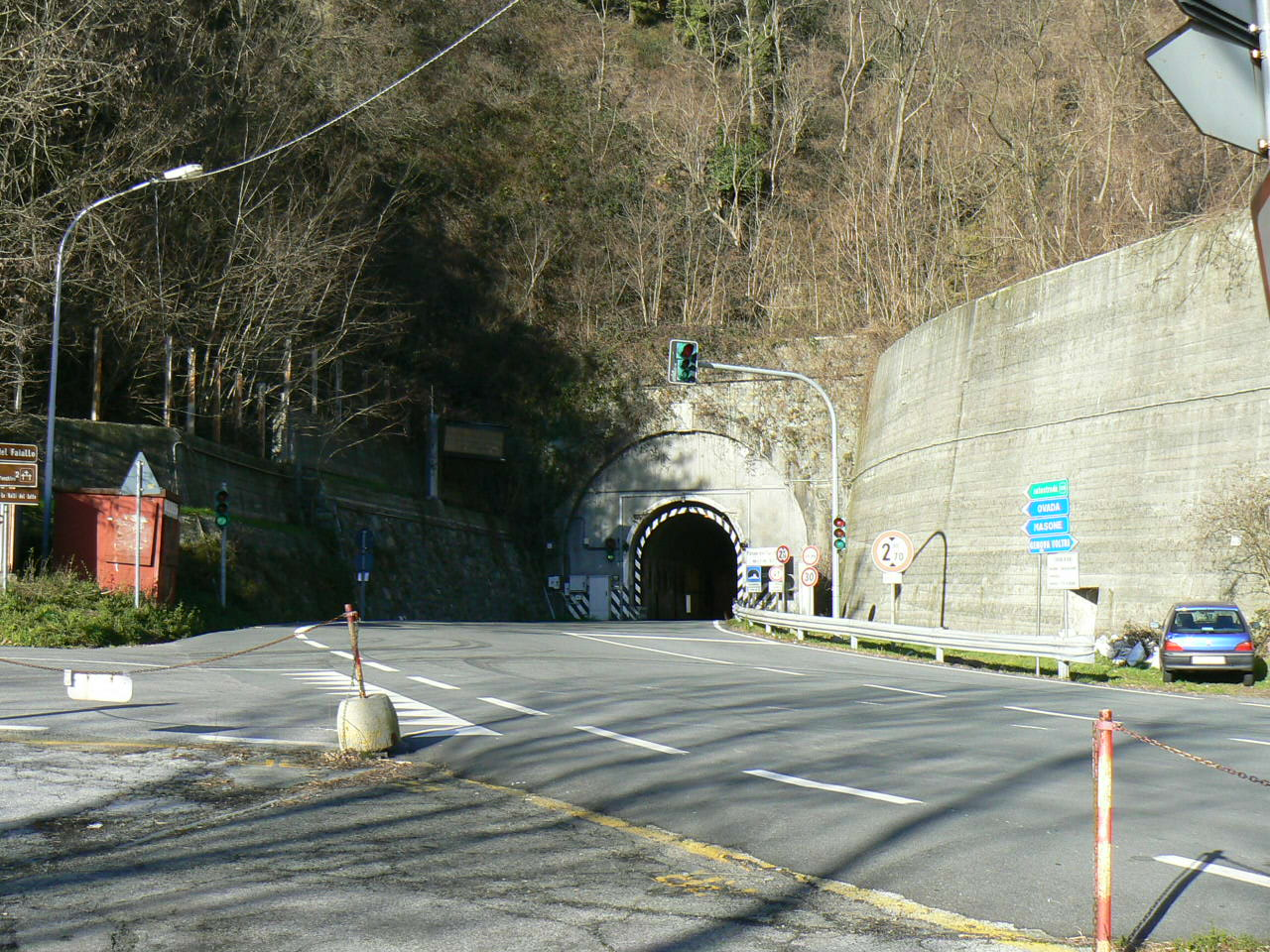
Passo del Turchino, decisivo nos primeiros anos da prova.

Em suas primeiras edições a prova era um verdadeiro desafio para os competidores: uma combinação da grande distância envolvida, péssimas estradas e frequente mau tempo transformava a prova, por vezes, em uma luta pela sobrevivência e não pela simples vitória. Em 1910, por exemplo, a prova foi disputada sob neve, que começou a cair quando os competidores passavam pelo Passo del Turchino, a mais de 530 metros de altura. Sua descida era congelante e a estrada estava em condições tão ruins, que os competidores tinham de descer da bicicleta e empurrá-la através da espessa camada de neve que havia se formado. Neste ano, apenas quatro competidores dos cerca de 60 inscritos conseguiram terminar a prova.
A prova não foi disputada em 1916  em função da Primeira Guerra Mundial, e quando voltou a ser disputada em 1917, Constante Girardengo reina quase absoluto, conquistando 6 vitórias, 3 segundas e 2 terceiras colocações em 12 anos, o que levou o então diretor do periódico Gazzetta dello Sport a apelidá-lo de Campioníssimo da História. Sua primeira vitória veio em 1918 de forma arrasadora, após uma escapada antológica de 200 km ele venceu com uma diferença de mais de treze minutos para o seu principal rival Belloni, que terminou em segundo.

### A rivalidade Bartalli x Coppi
A Milão-Sanremo foi parte importante da rivalidade entre os ciclistas Gino Bartali e Fausto Coppi nos anos 1940. Bartali havia vencido por duas vezes antes que a prova fosse interrompida nos anos de 1944 e 1945 em virtude da Segunda Guerra Mundial. Quando a prova voltou a ser disputada em 1946, tanto Coppi quanto Bartali conquistaram vitórias memoráveis após longas escapadas solitárias. Primeiro foi Coppi, que neste mesmo ano obteve a vitória com uma vantagem de 14 minutos para o segundo colocado. Bartali respondeu no ano seguinte vencendo com uma vantagem de 4 minutos. Em 1948 e 1949 a vitória volta a ser de Coppi por 5 minutos na primeira e 4 minutos na segunda. Bartali ainda ganharia a edição de 1950 em um sprint em massa, após as estradas destruidas pela guerra terem sido reparadas.

### A era Merckx
Em 1960 os organizadores acrescentaram a escalada de 3 km do Poggio na parte final da prova tentando evitar os sprints massivos que passavam a acontecer. Eddy Merckx entendeu o segredo de como vencer a prova e atacava no Poggio, utilizava principalmente sua sinuosa descida, para abrir uma pequena vantagem para o pelotão, porém o suficiente para garantir sua vitória. Com esta estratégia ele venceu quatro dentre as suas sete vitórias.

### Edições atuais
Com a inclusão do Cipressa em 1982, durante a década de 1980 e parte da década de 1990, a vitória sempre era decidida em pequenos grupos de escapados, no entanto, após este período, com raras exceções, o final da prova é decidido com um sprint massivo. Esta situação tem causado críticas. Bobby Julich, ciclista americano que se aposentou em 2008, disse:
Está se tornando uma corrida de 300 km a ser decidida nos últimos 300 m. Eu ficaria surpreso se a Milão-Sanremo voltar a ser vencida individualmente novamente.
Um fato curioso aconteceu em 2004 quando o sprinter alemão Erik Zabel imaginou que já havia vencido a prova e terminou seu sprint antes da linha de chegada, já levantando os seus braços para comemorar, no entanto, Óscar Freire continuou acelerando e acabou por vencer a prova por centímetros.

## Percurso
O fato de ser a mais longa corrida de um dia do ciclismo profissional, torna a Milão-Sanremo um incomum teste de resistência no início da temporada. Ela não é necessariamente vencida pelo sprinter mais rápido, mas sim pelo que melhor se preparou. As escaladas do Cipressa e Poggio enganaram muitos sprinters que não conseguiram se manter no pelotão.
Nos primeiros anos, a principal dificuldade era o Passo del Turchino, mas quando o ciclismo começou a se tornar mais profissional, a escalada era distante demais da chegada para ser considerada decisiva. Em 1960, o Poggio di Sanremo, distante apenas alguns quilômetros da chegada foi acrescentado. Em 1982 o Cipressa, próximo a cidade de Imperia passou a fazer parte do percurso. As outras subidas são o Capo Mele, Capo Berta e Capo Cervo. Em 2008 os organizadores também acrescentaram o Le Manie entre o Passo del Turchinho e os capi. O Turchino e o Manie são subidas longas, enquanto os capi, Cipressa e Poggio são mais curtas. Todas as subidas são fáceis e apesar delas, a prova normalmente acaba em um sprint massivo.
Discute-se também a inclusão de uma nova subida, que poderia ser a Pompeiana, entre Cipressa e Poggio, no entanto isto obrigaria a largada a ser trasferida do centro de Milão para evitar que a prova tenha mais de 300 km.
Apesar de seu percurso plano e sua longa reta final, eventualmente alguns times de sprinters foram enganados de tempos em tempos por um determinado ataque nas últimas montanhas. Bons exemplos destes incluem a escapada de Laurent Jalabert e Maurizio Fondriest em 1995, quando mantiveram a distância até o final. Em 2003, Paolo Bettini venceu após atacar acompanhado de vários ciclistas sem serem alcançados e em 2006 Filippo Pozzato e Alessandro Ballan atacaram na última montanha e conseguiram manter-se distante. A prova mais rápida acontecida no percurso usual foi em 1990, quando Gianni Bugno finalizou a prova em 6h 25m e 06 segundos, com 4 segundos de vantagem para Rolf Golsz. Esta edição teve uma média de 45,8 km/h. A mais demorada aconteceu em 1910, quando, sob uma tempestade de neve, o vencedor demorou 12h 24m para concluir a prova.

## Vencedores
| Ano                                                                  | Vencedor             | Segundo             | Terceiro             |
| -------------------------------------------------------------------- | -------------------- | ------------------- | -------------------- |
| 1907                                                                 | Lucien Petit-Breton  | Gustave Garrigou    | Giovanni Gerbi       |
| 1908                                                                 | Cyrille Van Hauwaert | Luigi Ganna         | André Pottier        |
| 1909                                                                 | Luigi Ganna          | Émile Georget       | Giovanni Cuniolo     |
| 1910                                                                 | Eugène Christophe    | Giovanni Cocchi     | Giovanni Marchese    |
| 1911                                                                 | Gustave Garrigou     | Louis Trousselier   | Luigi Ganna          |
| 1912                                                                 | Henri Pélissier      | Gustave Garrigou    | Jules Masselis       |
| 1913                                                                 | Odiel Defraye        | Louis Mottiat       | Ezio Corlaita        |
| 1914                                                                 | Ugo Agostoni         | Carlo Galetti       | Charles Crupelandt   |
| 1915                                                                 | Ezio Corlaita        | Luigi Lucotti       | Angelo Gremo         |
| 1916 edição não realizada por causa da Primeira Guerra Mundial       |                      |                     |                      |
| 1917                                                                 | Gaetano Belloni      | Costante Girardengo | Angelo Gremo         |
| 1918                                                                 | Costante Girardengo  | Gaetano Belloni     | Ugo Agostoni         |
| 1919                                                                 | Angelo Gremo         | Costante Girardengo | Giuseppe Olivieri    |
| 1920                                                                 | Gaetano Belloni      | Henri Pélissier     | Costante Girardengo  |
| 1921                                                                 | Costante Girardengo  | Giovanni Brunero    | Giuseppe Azzini      |
| 1922                                                                 | Giovanni Brunero     | Costante Girardengo | Bartolomeo Aymo      |
| 1923                                                                 | Costante Girardengo  | Gaetano Belloni     | Giuseppe Azzini      |
| 1924                                                                 | Pietro Linari        | Gaetano Belloni     | Costante Girardengo  |
| 1925                                                                 | Costante Girardengo  | Giovanni Brunero    | Pietro Linari        |
| 1926                                                                 | Costante Girardengo  | Nello Ciaccheri     | Egidio Picchiottino  |
| 1927                                                                 | Pietro Chesi         | Alfredo Binda       | Domenico Piemontesi  |
| 1928                                                                 | Costante Girardengo  | Alfredo Binda       | Giovanni Brunero     |
| 1929                                                                 | Alfredo Binda        | Leonida Frascarelli | Pio Caimmi           |
| 1930                                                                 | Michele Mara         | Pio Caimmi          | Domenico Piemontesi  |
| 1931                                                                 | Alfredo Binda        | Learco Guerra       | Domenico Piemontesi  |
| 1932                                                                 | Alfredo Bovet        | Alfredo Binda       | Michele Mara         |
| 1933                                                                 | Learco Guerra        | Alfredo Bovet       | Pietro Rimoldi       |
| 1934                                                                 | Jef Demuysere        | Giovanni Cazzulani  | Francesco Camusso    |
| 1935                                                                 | Giuseppe Olmo        | Learco Guerra       | Mario Cipriani       |
| 1936                                                                 | Angelo Varetto       | Carlo Romanatti     | Olimpio Bizzi        |
| 1937                                                                 | Cesare Del Cancia    | Pierino Favalli     | Marco Cimatti        |
| 1938                                                                 | Giuseppe Olmo        | Pierino Favalli     | Alfredo Bovet        |
| 1939                                                                 | Gino Bartali         | Aldo Bini           | Osvaldo Bailo        |
| 1940                                                                 | Gino Bartali         | Pietro Rimoldi      | Aldo Bini            |
| 1941                                                                 | Pierino Favalli      | Mario Ricci         | Pietro Chiappini     |
| 1942                                                                 | Adolfo Leoni         | Antonio Bevilacqua  | Pierino Favalli      |
| 1943                                                                 | Cino Cinelli         | Glauco Servadei     | Quirino Toccaceli    |
| 1944-1945 edições não realizadas por causa da Segunda Guerra Mundial |                      |                     |                      |
| 1946                                                                 | Fausto Coppi         | Lucien Teisseire    | Mario Ricci          |
| 1947                                                                 | Gino Bartali         | Ezio Cecchi         | Sergio Maggini       |
| 1948                                                                 | Fausto Coppi         | Vittorio Rossello   | Fermo Camellini      |
| 1949                                                                 | Fausto Coppi         | Vito Ortelli        | Fiorenzo Magni       |
| 1950                                                                 | Gino Bartali         | Nedo Logli          | Oreste Conte         |
| 1951                                                                 | Louison Bobet        | Pierre Barbotin     | Loretto Petrucci     |
| 1952                                                                 | Loretto Petrucci     | Giuseppe Minardi    | Serge Blusson        |
| 1953                                                                 | Loretto Petrucci     | Giuseppe Minardi    | Valère Ollivier      |
| 1954                                                                 | Rik Van Steenbergen  | Francis Anastasi    | Giuseppe Favero      |
| 1955                                                                 | Germain Derycke      | Bernard Gauthier    | Jean Bobet           |
| 1956                                                                 | Fred De Bruyne       | Fiorenzo Magni      | Jef Planckaert       |
| 1957                                                                 | Miguel Poblet        | Fred De Bruyne      | Brian Robinson       |
| 1958                                                                 | Rik Van Looy         | Miguel Poblet       | André Darrigade      |
| 1959                                                                 | Miguel Poblet        | Rik Van Steenbergen | Leon Vandaele        |
| 1960                                                                 | René Privat          | Jean Graczyk        | Yvo Molenaers        |
| 1961                                                                 | Raymond Poulidor     | Rik Van Looy        | Rino Benedetti       |
| 1962                                                                 | Emile Daems          | Yvo Molenaers       | Louis Proost         |
| 1963                                                                 | Joseph Groussard     | Rolf Wolfshohl      | Willy Schroeders     |
| 1964                                                                 | Tom Simpson          | Raymond Poulidor    | Willy Bocklant       |
| 1965                                                                 | Arie den Hartog      | Vittorio Adorni     | Franco Balmamion     |
| 1966                                                                 | Eddy Merckx          | Adriano Durante     | Herman Van Springel  |
| 1967                                                                 | Eddy Merckx          | Gianni Motta        | Franco Bitossi       |
| 1968                                                                 | Rudi Altig           | Charly Grosskost    | Adriano Durante      |
| 1969                                                                 | Eddy Merckx          | Roger De Vlaeminck  | Marino Basso         |
| 1970                                                                 | Michelle Dancelli    | Gerben Karstens     | Eric Leman           |
| 1971                                                                 | Eddy Merckx          | Felice Gimondi      | Gösta Pettersson     |
| 1972                                                                 | Eddy Merckx          | Gianni Motta        | Marino Basso         |
| 1973                                                                 | Roger De Vlaeminck   | Wilmo Francioni     | Felice Gimondi       |
| 1974                                                                 | Felice Gimondi       | Eric Leman          | Roger De Vlaeminck   |
| 1975                                                                 | Eddy Merckx          | Francesco Moser     | Guy Sibille          |
| 1976                                                                 | Eddy Merckx          | Wladimiro Panizza   | Michel Laurent       |
| 1977                                                                 | Jan Raas             | Roger De Vlaeminck  | Wilfried Wesemael    |
| 1978                                                                 | Roger De Vlaeminck   | Giuseppe Saronni    | Alessio Antonini     |
| 1979                                                                 | Roger De Vlaeminck   | Giuseppe Saronni    | Knut Knudsen         |
| 1980                                                                 | Pierino Gavazzi      | Giuseppe Saronni    | Jan Raas             |
| 1981                                                                 | Alfons De Wolf       | Roger De Vlaeminck  | Jacques Bossis       |
| 1982                                                                 | Marc Gomez           | Alain Bondue        | Moreno Argentin      |
| 1983                                                                 | Giuseppe Saronni     | Guido Bontempi      | Jan Raas             |
| 1984                                                                 | Francesco Moser      | Sean Kelly          | Eric Vanderaerden    |
| 1985                                                                 | Hennie Kuiper        | Teun van Vliet      | Silvano Riccò        |
| 1986                                                                 | Sean Kelly           | Greg LeMond         | Mario Beccia         |
| 1987                                                                 | Erich Maechler       | Eric Vanderaerden   | Guido Bontempi       |
| 1988                                                                 | Laurent Fignon       | Maurizio Fondriest  | Steven Rooks         |
| 1989                                                                 | Laurent Fignon       | Frans Maassen       | Adriano Baffi        |
| 1990                                                                 | Gianni Bugno         | Rolf Gölz           | Gilles Delion        |
| 1991                                                                 | Claudio Chiappucci   | Rolf Sørensen       | Eric Vanderaerden    |
| 1992                                                                 | Sean Kelly           | Moreno Argentin     | Johan Museeuw        |
| 1993                                                                 | Maurizio Fondriest   | Luca Gelfi          | Maximilian Sciandri  |
| 1994                                                                 | Giorgio Furlan       | Mario Cipollini     | Adriano Baffi        |
| 1995                                                                 | Laurent Jalabert     | Maurizio Fondriest  | Stefano Zanini       |
| 1996                                                                 | Gabriele Colombo     | Alexandr Gonchenkov | Michele Coppolillo   |
| 1997                                                                 | Erik Zabel           | Alberto Elli        | Biagio Conte         |
| 1998                                                                 | Erik Zabel           | Emmanuel Magnien    | Frédéric Moncassin   |
| 1999                                                                 | Andrei Tchmil        | Erik Zabel          | Zbigniew Spruch      |
| 2000                                                                 | Erik Zabel           | Fabio Baldato       | Óscar Freire         |
| 2001                                                                 | Erik Zabel           | Mario Cipollini     | Romāns Vainšteins    |
| 2002                                                                 | Mario Cipollini      | Fred Rodríguez      | Markus Zberg         |
| 2003                                                                 | Paolo Bettini        | Mirko Celestino     | Luca Paolini         |
| 2004                                                                 | Óscar Freire         | Erik Zabel          | Stuart O'Grady       |
| 2005                                                                 | Alessandro Petacchi  | Danilo Hondo        | Thor Hushovd         |
| 2006                                                                 | Filippo Pozzato      | Alessandro Petacchi | Luca Paolini         |
| 2007                                                                 | Óscar Freire         | Allan Davis         | Tom Boonen           |
| 2008                                                                 | Fabian Cancellara    | Filippo Pozzato     | Philippe Gilbert     |
| 2009                                                                 | Mark Cavendish       | Heinrich Haussler   | Thor Hushovd         |
| 2010                                                                 | Óscar Freire         | Tom Boonen          | Alessandro Petacchi  |
| 2011                                                                 | Matthew Goss         | Fabian Cancellara   | Philippe Gilbert     |
| 2012                                                                 | Simon Gerrans        | Fabian Cancellara   | Vincenzo Nibali      |
| 2013                                                                 | Gerald Ciolek        | Peter Sagan         | Fabian Cancellara    |
| 2014                                                                 | Alexander Kristoff   | Fabian Cancellara   | Ben Swift            |
| 2015                                                                 | John Degenkolb       | Alexander Kristoff  | Michael Matthews     |
| 2016                                                                 | Arnaud Démare        | Ben Swift           | Jürgen Roelandts     |
| 2017                                                                 | Michał Kwiatkowski   | Peter Sagan         | Julian Alaphilippe   |
| 2018                                                                 | Vincenzo Nibali      | Caleb Ewan          | Arnaud Démare        |
| 2019                                                                 | Julian Alaphilippe   | Oliver Naesen       | Michał Kwiatkowski   |
| 2020                                                                 | Wout van Aert        | Julian Alaphilippe  | Michael Matthews     |
| 2021                                                                 | Jasper Stuyven       | Caleb Ewan          | Wout van Aert        |
| 2022                                                                 | Matej Mohorič        | Anthony Turgis      | Mathieu van der Poel |
| 2023                                                                 | Mathieu van der Poel | Filippo Ganna       | Wout van Aert        |
| 2024                                                                 | Jasper Philipsen     | Michael Matthews    | Tadej Pogačar        |
| 2025                                                                 | Mathieu van der Poel | Filippo Ganna       | Tadej Pogačar        |

### Mais vitórias
Ciclistas em itálico ainda competem actualmente
| Vitórias | Ciclista                  | Edições                                  |
| -------- | ------------------------- | ---------------------------------------- |
| 7        | Eddy Merckx (BEL)         | 1966, 1967, 1969, 1971, 1972, 1975, 1976 |
| 6        | Costante Girardengo (ITA) | 1918, 1921, 1923, 1925, 1926, 1928       |
| 4        | Gino Bartali (ITA)        | 1939, 1940, 1947, 1950                   |
| 4        | Erik Zabel (GER)          | 1997, 1998, 2000, 2001                   |
| 3        | Fausto Coppi (ITA)        | 1946, 1948, 1949                         |
| 3        | Roger De Vlaeminck (BEL)  | 1973, 1978, 1979                         |
| 3        | Óscar Freire (ESP)        | 2004, 2007, 2010                         |
| 2        | Gaetano Belloni (ITA)     | 1917, 1920                               |
| 2        | Alfredo Binda (ITA)       | 1929, 1931                               |
| 2        | Giuseppe Olmo (ITA)       | 1935, 1938                               |
| 2        | Loretto Petrucci (ITA)    | 1952, 1953                               |
| 2        | Miguel Poblet (ESP)       | 1957, 1959                               |
| 2        | Laurent Fignon (FRA)      | 1988, 1989                               |
| 2        | Sean Kelly (IRL)          | 1986, 1992                               |

### Vitórias por país
Actualizado após edição de 2024
| País           | Vitórias | 2.º lugar | 3.º lugar | Total | Último vencedor              |
| -------------- | -------- | --------- | --------- | ----- | ---------------------------- |
| Itália         | 51       | 61        | 62        | 174   | Vincenzo Nibali em 2018      |
| Bélgica        | 23       | 12        | 21        | 56    | Jasper Philipsen em 2024     |
| França         | 14       | 16        | 12        | 40    | Julian Alaphilippe em 2019   |
| Alemanha       | 7        | 6         | 0         | 13    | John Degenkolb em 2015       |
| Espanha        | 5        | 1         | 1         | 7     | Óscar Freire em 2010         |
| Países Baixos  | 4        | 3         | 4         | 11    | Mathieu van der Poel em 2023 |
| Austrália      | 2        | 4         | 3         | 9     | Simon Gerrans em 2012        |
| Suíça          | 2        | 3         | 2         | 7     | Fabian Cancellara em 2008    |
| Reino Unido    | 2        | 1         | 2         | 5     | Mark Cavendish em 2009       |
| Irlanda        | 2        | 1         | 0         | 3     | Sean Kelly em 1992           |
| Noruega        | 1        | 1         | 3         | 5     | Alexander Kristoff em 2014   |
| Polónia        | 1        | 0         | 2         | 3     | Michał Kwiatkowski em 2017   |
| Eslovênia      | 1        | 0         | 1         | 2     | Matej Mohorič em 2022        |
| Estados Unidos | 0        | 2         | 0         | 2     | -                            |
| Eslováquia     | 0        | 2         | 0         | 2     | -                            |
| Dinamarca      | 0        | 1         | 0         | 1     | -                            |
| Ucrânia        | 0        | 1         | 0         | 1     | -                            |
| Suécia         | 0        | 0         | 1         | 1     | -                            |
| Letônia        | 0        | 0         | 1         | 1     | -                            |
| Total          | 115      | 115       | 115       | 345   |                              |

A negrito ciclistas no activo.